# Victor DeLorenzo
Victor DeLorenzo, född 25 oktober 1954, är en amerikansk trummis och skådespelare. Han är mest känd som trummis i det alternativa rockbandet Violent Femmes.

## Biografi
Victor DeLorenzo föddes och växte upp i Racine, Wisconsin och har sedan dess bott kvar i delstaten, numera i Milwaukee. Han började som barn med teater, och i tonåren med trummor. Under sin studietid vid University of Wisconsin-Milwaukee sökte DeLorenzo till teatergruppen Theater X och accepterades 1976. Han spelade aktivt i Theater X under närmare 20 år.
1981 träffade DeLorenzo basisten Brian Ritchie och bildade gruppen Violent Femmes. Kort därefter anslöt sig Gordon Gano  som gitarrist och sångare. Gruppens första album, Violent Femmes spelades in med hjälp av ett lån på 10 000 dollar från DeLorenzos far. 1986 startade DeLorenzo en skivstudio, dels för att användas för Violent Femmes egna inspelningar, men i studion har också många andra, bland annat K.D. Lang, spelat in musik.
DeLorenzo deltog i Violent Femmes fram till 1991, då ha även slutade i Theater X för att kunna ägna mer tid åt egna projekt. Sedan dess har han släppt tre soloalbum. 1996 startade DeLorenzo ännu en skivstudio, denna gång vid namn Joe's Real Recording. Vidare har han under 1990-talet turnerat med andra artister, bland annat Sterling Morrison och Moe Tucker från The Velvet Underground samt med John Lombardo och Mary Ramsey från 10,000 Maniacs.
Efter att 2001 ha träffat Brian Ritchie för att producera en samlingsskiva med Violent Femmes återförenades DeLorenzo med bandet.

## Spelstil
DeLorenzo är känd för sin minimalistiska inställning till slagverkande. Han använder oftast minimalt med utrustning; vanligen en virveltrumma, borstar samt en egenuppfunnen trumma han kallar för tranceaphone. Enligt honom själv har han föredragit denna uppsättning sedan tiden då Violent Femmes spelade på gatorna. DeLorenzo anger den fransk/amerikanske målaren Marcel Duchamp samt sin far, från vilken han lärde sig att lyssna, som sina främsta influenser.

## Diskografi (soloskivor)
- Peter Corey Sent Me (1990)
- Pancake Day (1996)
- The Blessed Faustina (1999)